# Bayesovská statistika
Bayesovská statistika je větev relativně moderní statistiky, která pracuje s podmíněnými pravděpodobnostmi a dovoluje zpřesňovat pravděpodobnost výchozí hypotézy, jak se objevují další relevantní skutečnosti. Jádrem jejího matematického aparátu je Bayesova věta. Má rozsáhlé využití všude tam, kde se pracuje s nejistými znalostmi: ve financích, v managementu, v lékařství, v kriminalistice a také při odhalování spamu. „Bayesovský přístup“ má také velký význam v matematické logice a teorii. Tvoří též teoretický základ pro některé modely ve strojovém učení, kde mimo jiné objasňuje regularizaci a má využití v optimalizaci hyperparametrů.

## Příklad
Test na určitou nemoc dá kladnou odpověď u 99 % pacientů, kteří nemoc mají (pravděpodobnost 0,99), a u 5 % pacientů, kteří ji nemají (pravděpodobnost 0,05). Naivně bychom mohli usoudit, že pozitivní výsledek je nesprávný v 5 % případů. Ve skutečnosti to ale velice závisí na tom, jak je nemoc běžná nebo vzácná. Pokud nemocí trpí jen 0,1 % populace, bude pravděpodobnost podle Bayesovy věty:
{\displaystyle {\begin{matrix}P(A|B)&=&{\frac {P(B|A)P(A)}{P(B|A)P(A)+P(B|A^{c})P(A^{c})}}\\\\&=&{\frac {0,99\times 0,001}{0,99\times 0,001+0,05\times 0,999}}~&\approx &0,019.\end{matrix}}}
a tedy pravděpodobnost, že kladný výsledek testu je nesprávný bude přibližně {\displaystyle 1-0,019=0,98}, čili 98 %. Přesto test nebyl zbytečný, protože pravděpodobnost choroby je 0,019, a tedy 19krát větší než u těch, kdo se testu nepodrobili. Výsledek ovšem silně závisí na spolehlivosti testu: kdyby pravděpodobnost kladného výsledku u zdravého člověka byla místo 5 % jen 0,1 %, byla by výsledná pravděpodobnost
{\displaystyle P(A|B)={\frac {0,99\times 0,001}{0,99\times 0,001+0.001\times 0,999}}\approx 0,5},
takže pravděpodobnost, že kladný výsledek je nesprávný, by byla jen {\displaystyle 1-0,5=0,5}. Podobně by tomu bylo, kdyby nemoc byla více rozšířená atd.

## Bayesovská gnozeologie
Bayesovský přístup k interpretaci pravděpodobnosti se začal objevovat v druhé polovině 20. století (díky výkonným počítačům). Bayesovskou gnozeologii (racionalismus) odmítl například Karl Popper či David Miller a také postkeynesovká ekonomie.
Využívání bayesovských postupů umožňuje stoupencům pokusit se vyhnout postkeynesovské kritice ohledně heterogenní povahy historických dat, která vede k jeho neergodické povaze a následným problémům se základní nejistotou, protože postkeynesiánské kritiky jsou obvykle zaměřeny na frekventistické interpretace pravděpodobnosti. Nejdůležitější kritika, která vzniká z postkeynesovské perspektivy, když zahrnuje výběr tzv. „priorů“. V bayesovské statistice jsou „priors“ předchozí statistické rozdělení. Myšlenka, že můžete najít jeden skutečný model, který poté znovu a znovu aktualizujete s pozdějšími, je mylná jednoduše proto, že povaha dat je ne-ergodická.